# Szebenkákova

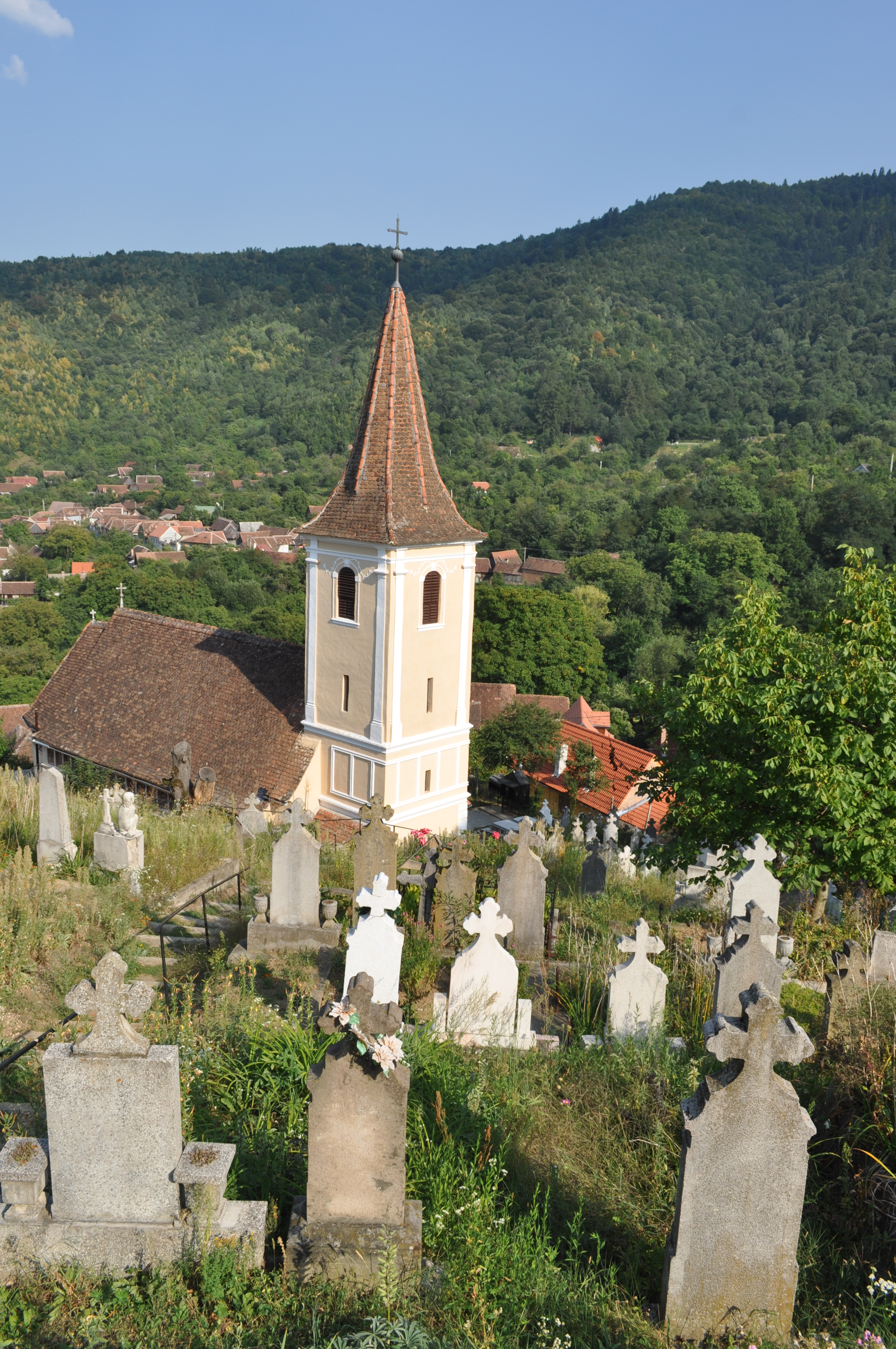
Ortodox templom

Szebenkákova, 1910-ig Kákova (románul: Fântânele, 1964-ig Cacova Sibiului, a népnyelvben Cacova, németül: Krebsbach) falu Romániában, Erdélyben, Szeben megyében.

## Földrajz
A Szebeni-Hegyalja tájegységben, Nagyszebentől 17 kilométerre nyugatra, a Szebeni-havasok északi oldalán fekszik. 1941-ben 527 hektáros határának 59,5%-a volt erdős kaszáló és 39%-a legelő.

## Nevének eredete
Neve víznévből származik. A Kresbach ('rákos patak') német név alapján elképzelhető, hogy eredeti neve a szláv eredetű Rakova volt, amelynek szókezdő mássalhangzója a románban (Kiss Lajos szerint a magyarban) a második /k/-hoz hasonult. A feltételezést gyengíti, hogy ugyancsak Cacova volt a történeti román neve legalább másik öt településnek (Sebeskákova, amely németül Krebsdorf, Vládháza, Aranyosivánfalva, Kákova és a Vâlcea megyei Deleni). Először 1366-ban Kakowa és Kakova, 1383-ban villa olachalis Gripzbach, 1509-ben Krybsssyffen alakban említették. Román nevét esztétikai okból változtatták meg a maira, melynek jelentése 'kutak'.

## Népesség

### A népességszám változása
1850-ben 1136-an lakták, azóta népessége szinte folyamatosan apadt, mára az akkori négy-ötödére. Az 1880-as években, az osztrák–magyar–román vámháború idején sok lakója Romániába és Oroszországba vándorolt, majd az 1900-as években tömeges visszavándorlás történt.

### Etnikai és vallási megoszlás
2002-ben 252 lakosából 251 volt román nemzetiségű és ortodox felekezetű. 1850-ben 1136, ortodox vallású lakosából 1112 volt román és 24 cigány.

## Története
A 14. században Salgó várához tartozó román határőrtelepülés, majd a vízaknai sóaknákhoz rendelt Fehér vármegyei falu volt. A későbbiekben Szelistyeszékhez tartozott. Lakói a 18–19. században transzhumáló pásztorkodással foglalkoztak, majd annak leáldozása után almatermesztésre tértek át. 1876-ban csatolták Szeben vármegyéhez. 1916 szeptemberében nagy véráldozattal járó harcok folytak a Merezi hegyen a központi erők és a román csapatok között.

## Látnivalók
- A barokk stílusú Szent Miklós ortodox templom 1771–74-ben, tornya 1794-ben épült. Belső festése valószínűleg a resinári Stan munkája 1771-ből, de a pronaosz képeit és külső festését a szelistyei Vasile Muntean és Ioan Coman készítették, a torony felállításával egy időben.
- A falu múzeuma egy három helyiséges, eredetileg a 18. században, kocsmának épült házban létesült 1994-ben. Berendezett parasztszoba, ikonok és kegytárgyak láthatók benne.
- 19. századi fakereszt (Str. Bisericii 142)